# Autogneta amica
Autogneta amica är en kvalsterart som beskrevs av Arthur P. Jacot 1938. Autogneta amica ingår i släktet Autogneta och familjen Autognetidae. Inga underarter finns listade.